# コンバット弾
『コンバット弾』（コンバットだん）は、たなかてつおによる日本の漫画。小学館の『別冊コロコロコミック』1983年5月号に『チョロQ戦隊 コンバット弾』（チョロキューせんたい コンバットだん）のタイトルで読み切り作品として掲載。その後、同誌の同年7月号から同タイトルで連載が開始され、途中で『超未来戦隊 コンバット弾』（ちょうみらいせんたい コンバットだん）への改題を経て、1984年8月号まで連載された。単行本全2巻。

## あらすじ
コンバットチョロQに情熱を燃やす少年・大河 弾たち4人は、仮想世界によるシミュレーションの戦場「コンバット・シミュレーション」で数々の戦いを勝ち抜き、コンバット世界の頂点に立った。だが装置の故障により、弾たちはシミュレーション世界の戦場の中に閉じ込められてしまう。地獄のような戦場で数々の過酷な戦いを潜り抜けた末、弾たちは不屈の精神によって現実世界への帰還を果たした。
だが、その安堵も柄の間、弾たちは時空移動システム「タイムトロン」によって未来世界へ旅立つことを命じられた。タイムトロンの開発中、偶然にも西暦2459年の未来世界で、人類が自分たちの開発したサイボーグたちの攻撃によって絶滅寸前にまで追い込まれていることが判明したのである。弾たちは人類の危機を救うために時間を超え、未来世界での戦いに身を投じる。

## 登場人物
大河 弾（たいが だん）
熱い闘志を持つ主人公。通称、コンバット弾。以下の大吾、半死郎、花丸とともに「チョロQ戦隊コンバット4」を結成している。愛車のウィリスMB「ジャガー」は、タイヤ1個ごとにゼンマイを1個ずつ使用している四輪駆動の改造車。序盤で大破し、XR-311支援戦闘車をベースとした「タイガー」に改造される。
マンモス大吾（マンモスだいご）
怪力を誇る巨漢。愛車はビッグチョロQ「コンボイ」や、8台のビッグチョロQを連結した改造トレーラー「バトルコンボイ」。
半死郎（はんしろう）
ニヒルな性格で、ナイフなどの刃物の扱いに長ける。愛車は敵機を切り刻むブレードを装備した特殊車「マーベリック2世」「サンダー・バード」など。
花丸（はなまる）
火薬の扱いを得意とし、一同の車両の銃火器は彼の製作によるもの。愛車は9K31（SA-9ガスキン、車載式近距離防空ミサイルシステム）をベースとした「ワイルドキャット」「ファイヤーキャット」などで、いずれもミサイルを武器とする。
星野博士（ほしのはかせ）
電子工学の世界的権威で、コンバット・シミュレーションの開発者。
星野 ユミ（ほしの ユミ）
星野博士の一人娘で、コンバット4のアイドル的存在。

## 作風とテーマ
タカラ（現・タカラトミー）製ぜんまい式ミニカーのチョロQ、中でも戦車やジープなどの軍用車両をモチーフとした「コンバットチョロQ」を題材とした漫画である。
玩具漫画の枠を超えた詳細な軍事兵器の描写や、戦争の悲惨さ、戦いを通じた兵士同士との友情の描写などを特徴とする作品であり、著者自身も単行本第1巻の前書きで、戦争という限界状況の中で生まれる友情、勇気、愛といった人間ドラマを自身の描きたかったテーマの一つと語っている。

## 製作背景
チョロQを題材にした漫画『ゼロヨンQ太』が『月刊コロコロコミック』本誌で人気が出始めたことを機に開始された作品であり、作者のたなかにとっては、初めて単行本化された作品である。
1983年5月号の読み切り作品では、2B弾を改造した超小型爆弾をチョロQに仕込むことで、玩具であるチョロQが実際にミサイルやバズーカを撃って戦い合うという、無理のあることは歪めない設定であったが、連載では「コンバット・シミュレーション」なる装置が登場。前年から講談社の『コミックボンボン』に連載されていた『プラモ狂四郎』と同様、コンピュータによる仮想現実世界の戦場において、チョロQによる実戦さながらのシミュレーションが可能という設定が用意され、主人公たちが実物大のチョロQに乗って戦闘を行う物語が、1984年3月号まで描かれた。この仮想世界は第二次世界大戦におけるナチス・ドイツと連合国との戦闘を舞台としているため、ここまでの物語は「第1部 ドイツ・シミュレーション編」と呼ばれている。
1984年4月号から7月号にかけては、第2部として物語を一新。未来の世界の危機を救うため、主人公たちが時間を越えて未来の世界へと旅立ち、シミュレーションではなく現実の世界を舞台として戦う物語が展開された。この物語ではチョロQは登場せず、タイトルも『超未来戦隊 コンバット弾』と改題されている。
連載期間中の『月刊コロコロコミック』1984年新年増刊号では『プラモ天才エスパー太郎』『プラコン大作』『ゼロヨンQ太』との合作による『コンバット弾 史上最大の作戦』が掲載され、同年夏の増刊号では『ラジコンボーイ』『ドラゴン拳』『プラコン大作』との合作『ラジコンボーイ ドラゴン大作戦』が掲載された。
連載終了翌年の1985年には、単行本全2巻が『コンバット弾』のタイトルで同時発売された。単行本には読み切り、第1部、第2部が収録されているものの、第2部は1984年4月号から5月号までにあたる物語が改変されており、最終話の7月号分は単行本に収録されておらず、その直前の6月号分の終わりで物語が完結するよう内容が改変されている。

## 書誌情報
- たなかてつお『コンバット弾』小学館〈てんとう虫コミックス〉、全2巻
  1. 1985年3月25日発行、ISBN 978-4-09-140861-7
  2. 1985年3月25日発行、ISBN 978-4-09-140862-4